# Final Fantasy
Cet article concerne la série de jeux vidéo. Pour le jeu vidéo, premier de la série, voir Final Fantasy (jeu vidéo). Pour les autres significations, voir Final Fantasy (homonymie).
Final Fantasy (ファイナルファンタジー, Fainaru Fantajī) est une série de jeux vidéo de rôle (RPG) produite par Square Enix (originellement Square Soft) et lancée par Hironobu Sakaguchi en 1987 au Japon sur la NES avec le jeu Final Fantasy. Le premier jeu de la série est un dernier effort de Sakaguchi pour remettre sa carrière sur pied après plusieurs échecs commerciaux : il rencontre un franc succès commercial.
Depuis, Final Fantasy évolue avec chaque génération de console de salon et est parfois adaptée sur d'autres plates-formes. Elle s'est aventurée dans d'autres genres de jeu vidéo dont le jeu de rôle en ligne, la course, les jeux de tir à la troisième personne, le jeu de combat et le jeu de rythme. Elle s'est ensuite diversifiée en termes de format, donnant naissance à des films, des animes, des mangas et des romans.
Bien que la majorité des jeux Final Fantasy soit composée de jeux à l'histoire complètement indépendante, on y retrouve un certain nombre de points communs. Ces points communs incluent surtout des éléments de scénario, des noms et espèces de personnages et des mécaniques de jeu. Le scénario classique d'un jeu Final Fantasy reprend l'histoire d'un groupe de jeunes héros qui combattent le Mal tout en développant leur personnalité propre et les relations entre eux. Enfin, les musiques souvent composées par Nobuo Uematsu participent à la notoriété de la série et à sa cohérence.
La série de jeux vidéo rencontre un véritable succès commercial et critique. Elle compte plus de 195 000 000 unités vendues entre sa création en 1987 et 2024, et est considérée comme une série majeure du monde du jeu vidéo depuis Final Fantasy VII. Elle a eu une influence non négligeable sur la mécanique de jeu habituelle des jeux vidéo de rôle et a participé à la démocratisation du genre dans son ensemble en dehors du Japon.

## Titres de la série

### Jeux
Le premier jeu de la série est lancé au Japon le 18 décembre 1987. Les titres suivants sont numérotés et leurs scénarios ne se suivent pas hormis dans le cas des suites directes. Beaucoup de jeux Final Fantasy ont été lourdement modifiés pour être adaptés aux marchés locaux, en particulier l'Amérique du Nord, l'Europe et l'Australie.
Les trois premiers jeux Final Fantasy sont développés pour la Famicom. Final Fantasy sort en 1987 au Japon et en 1990 en Amérique du Nord. Final Fantasy II est disponible au Japon en 1988. Final Fantasy III sort en 1990 et restera exclusif au Japon jusqu'à la sortie de son remake sur Nintendo DS en 2006 en Amérique du Nord puis en Europe en 2007.
La Super Famicom accueille les trois jeux suivants ainsi qu'un titre derivé. En 1991, Final Fantasy IV, nommé Final Fantasy II en Amérique du Nord, marque le début du système Active Time Battle. Il aura droit à un remake sur Nintendo DS en 2008.
Final Fantasy Mystic Quest arrive en Amérique du Nord en 1992 et au Japon en 1993. Il est le premier jeu de la saga disponible en Europe en 1994.
Final Fantasy V sort en 1992 au Japon et est le premier jeu de la série doté d'une suite : il s'agit d'un court anime intitulé Final Fantasy: Legend of the Crystals,,. Final Fantasy VI sort en 1994, et est intitulé Final Fantasy III en Amérique du Nord.
| Épisode japonais  | Épisode américain | Épisode européen  |
| ----------------- | ----------------- | ----------------- |
| Final Fantasy     | Final Fantasy     |                   |
| Final Fantasy II  |                   |                   |
| Final Fantasy III |                   |                   |
| Final Fantasy IV  | Final Fantasy II  |                   |
| Final Fantasy V   |                   |                   |
| Final Fantasy VI  | Final Fantasy III |                   |
| Final Fantasy VII | Final Fantasy VII | Final Fantasy VII |

Les trois jeux principaux qui suivent sont publiés sur PlayStation. En 1997, Final Fantasy VII marque le passage de la série aux graphismes 3D. Il s'agit du second jeu de la franchise publié en Europe, le premier étant le spin-off Mystic Quest Legend. Final Fantasy Tactics sort la même année au Japon mais n'arrivera jamais en Europe. Ce nouveau spin-off connaîtra deux suites sur Game Boy Advance et Nintendo DS ainsi qu'un remake sur PlayStation Portable. En 1999, Final Fantasy VIII est le premier à utiliser des personnages aux proportions réalistes et à avoir une musique de thème avec paroles,. En 2000, Final Fantasy IX revient au monde heroic fantasy des premiers Final Fantasy, les autres publiés depuis[Lesquels ?] se déroulant dans des mondes plus futuristes,.
La PlayStation 2 accueille à son tour quatre jeux de la série principale. Final Fantasy X, sorti en 2001, est le premier jeu à avoir une suite directe au format jeu vidéo (Final Fantasy X-2, 2003). Le premier jeu massivement multijoueurs de la série, Final Fantasy XI, sort sur PS2 et PC en 2002 (seule la version PC est disponible en Europe), puis sur Xbox 360,. Annoncé durant la même période, Final Fantasy Crystal Chronicles est un épisode jouable à quatre simultanément et exclusif à la GameCube. Il sera le point de départ d'une nouvelle série dérivée qui continuera sur Nintendo DS et sur Wii. Final Fantasy XII arrive en 2006 sur PS2 et reprend le monde d'Ivalice déjà utilisé dans les spin-offs Final Fantasy Tactics et Vagrant Story. Une suite directe intitulée Final Fantasy XII: Revenant Wings voit le jour en 2007 sur Nintendo DS.
En 2009, la Nintendo DS accueille un épisode original inspiré par les premiers jeux de la série : Final Fantasy: The 4 Heroes of Light.
Toujours en 2009, Final Fantasy XIII sort au Japon puis en Amérique du Nord et en Europe en 2010. Cette fois, le jeu est disponible à la fois par la PlayStation 3 et la Xbox 360,. Il s'agit du premier jeu lancé sur deux consoles en même temps et traduit en chinois. Il connaîtra deux suites directes : Final Fantasy XIII-2 et Lightning Returns: Final Fantasy XIII.
Final Fantasy XIV, le second jeu massivement multijoueur de la série, est lancé en 2010 pour Windows, mais est très critiqué. Une nouvelle version est publiée en 2013 sur Windows et PlayStation 3 sous le nom Final Fantasy XIV: A Realm Reborn.
Final Fantasy Explorers voit le jour en 2014 au Japon et en 2016 en Amérique du Nord et en Europe. Cet opus s'inspire notamment de la saga Monster Hunter de Capcom.
Final Fantasy XV arrive en 2016 sur PlayStation 4 et Xbox One, et sur PC en 2018,.
En 2020, Final Fantasy VII Remake sort sur PlayStation 4.
Final Fantasy XVI est annoncé par Sony lors de la conférence de présentation de la PlayStation 5 en octobre 2020. Le jeu est sorti le 22 juin 2023.

### Compilations
En Amérique du Nord, Final Fantasy IV sort dans la compilation Final Fantasy Chronicles, alors que Final Fantasy V et Final Fantasy VI ont été regroupés dans la compilation Final Fantasy Anthology. En Europe, Final Fantasy IV et Final Fantasy V ont été compilés dans Final Fantasy Anthology Édition Européenne.
Final Fantasy I et II sont disponibles dans Final Fantasy Origins sur PlayStation et dans Final Fantasy I and II: Dawn of Souls sur Game Boy Advance, dans des versions améliorées aux niveaux graphique et sonore.
Les deux premiers épisodes ont été remasterisés sur PSP dans la compilation Final Fantasy 20th Anniversary, sortie le 7 février 2008.

### Jeux dérivés
Square Enix a produit un certain nombre de jeux dérivés de Final Fantasy. Certains d'entre eux n'ont que très peu de rapport avec la série Final Fantasy, mais portent son nom pour leur commercialisation dans certaines régions, pour des raisons purement commerciales.
Par exemple, Final Fantasy Mystic Quest est un jeu de rôle classique conçu spécialement pour les joueurs débutants, du fait de son système de jeu particulièrement simple, et qui contient très peu de références aux épisodes « officiels ». Il a une appellation différente pour les trois zones où il est sorti : Final Fantasy Mystic Quest aux États-Unis, Final Fantasy USA: Mystic Quest au Japon et Mystic Quest Legend en Europe. Ce titre est sorti sur la Super Famicom (ou Super Nintendo en France), et constitue une tentative de créer un jeu mélangeant les éléments qui ont fait le succès des deux séries Final Fantasy et Dragon Quest.
De même, Final Fantasy Adventure est un jeu de rôle actif sorti sur Game Boy au Japon, aux États-Unis et en Europe. Il est en fait le premier épisode de la trilogie Seiken Densetsu, dont nous connaissons en France le second épisode sous le nom de Secret of Mana. Ce jeu est sorti sous des appellations relativement différentes dans chaque région, respectivement Seiken Densetsu: Final Fantasy Gaiden, Final Fantasy Adventure et Mystic Quest.
La série Final Fantasy Legend est une suite de trois jeux de rôle classiques éditée sur Game Boy, qui sont les trois premiers épisodes de la seconde série fleuve de Square, les SaGa.
Final Fantasy Tactics est un RPG tactique qui s'appuie sur beaucoup de références et thèmes communs à la série.
Les spin-offs Chocobo et Final Fantasy Crystal Chronicles, s'appuient eux aussi sur un certain nombre d'éléments tirés de Final Fantasy.
Dissidia: Final Fantasy sort en 2009. Il s'agit d'un jeu de combat qui s'appuie sur les héros et ennemis principaux des dix premiers jeux de la série.
Depuis 2016, un jeu de carte à collectionner Final Fantasy TCG est dédié à la licence.

## Éléments communs

### Système de jeu

#### Classes et système de métiers
Les classes de personnages jouables comprennent (entre autres) le Guerrier, les Mages Blancs, Noirs, Rouges et Bleus, le Moine, le Voleur, et le Mime. Dans Final Fantasy, le joueur doit attribuer à ses personnages une classe qu'ils garderont jusqu'à la fin de la partie.
Additionnellement, plusieurs jeux de la série (Final Fantasy III, Final Fantasy V et Final Fantasy Tactics) utilisent un système de métiers permettant au joueur de changer de classe entre les combats. Dans Final Fantasy X-2, le système de « Vetisphère » permet également au joueur de changer de classe au cours du combat. Idem dans Lightning Returns: Final Fantasy XIII, le joueur peut choisir entre trois tenues, sélectionnées au préalable dans le menu, pour monter diverses stratégies de combat.
Dans les jeux où le joueur n'a pas l'option de choisir la classe de ses personnages (Final Fantasy IV et Final Fantasy VI), celle-ci joue souvent un rôle important dans l'histoire. Dans les derniers opus non-online de la série (après le VI), le joueur n'a pas à choisir de classe pour ses personnages, mais il peut tendre vers un but en les faisant évoluer en conséquence.

#### Types de magie
La magie dans la série est généralement divisée en diverses écoles nommées d'après une couleur. La magie blanche et la magie noire représentent respectivement les magies de défense/guérison et d'attaque. La magie rouge incorpore les deux premières mais avec un effet réduit.
Parmi les additions plus récentes, il y a la magie bleue (parfois appelée Lore (Savoir) ou Enemy Skill (Compétences des ennemis), qui incorpore des attaques spéciales apprises des différents monstres rencontrés. Il existe aussi la magie de l'espace et du temps qui inclut des incantations affectant la mobilité relative comme Haste (Rapidité), Slow (Lenteur) et Warp (Téléportation) et la magie de l'invocation, qui consiste à invoquer de puissantes créatures alliées (chimères ou éons suivant les versions),.

#### Altérations d'état

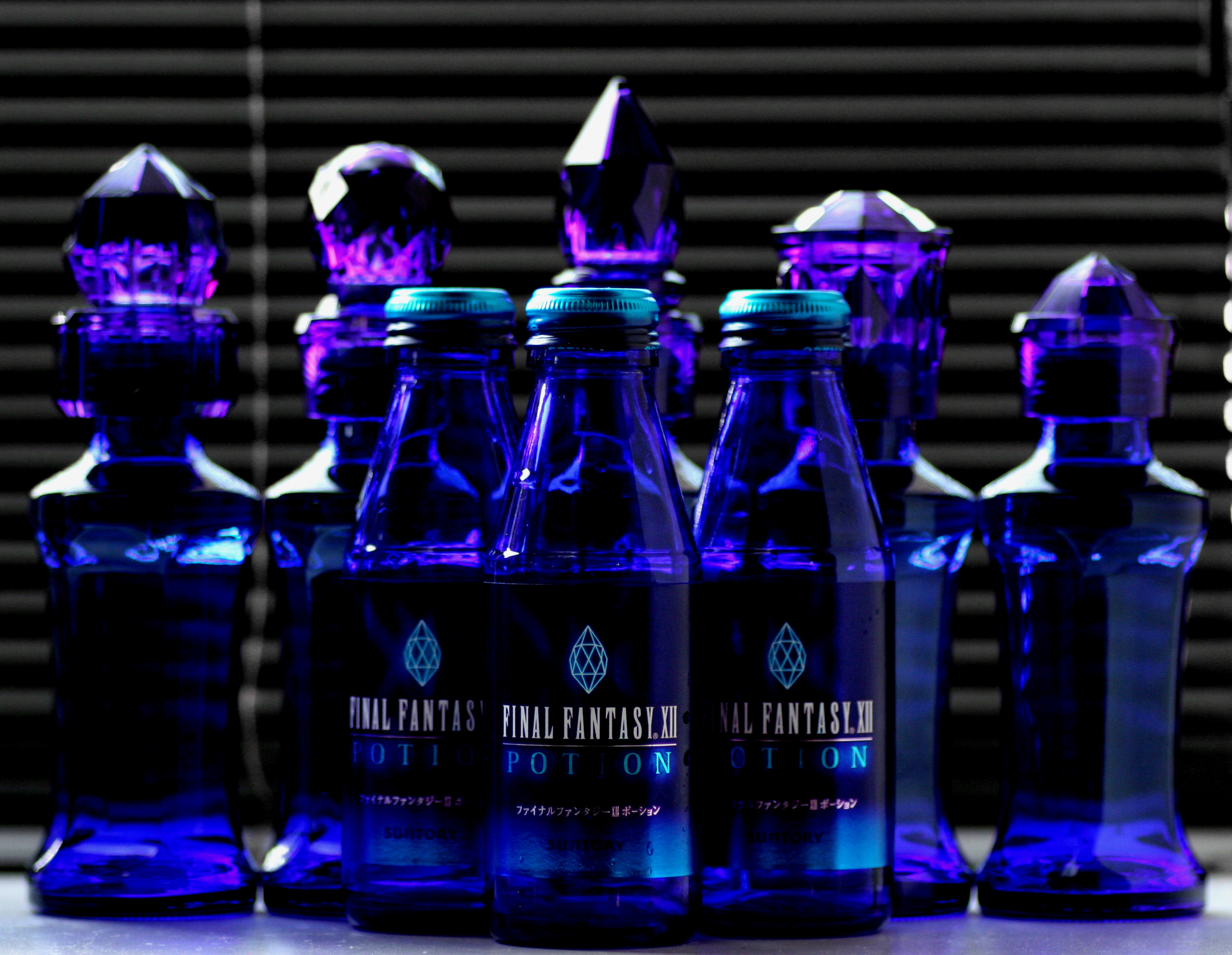
Apparence des potions permettant d'annuler les altérations dans le jeu

Les personnages dans Final Fantasy sont normalement sujets à des « altérations d'état » qui causent des effets handicapants, incluant l'obscurité (perte importante de la précision pour les attaques physiques), le silence (impossibilité d'utiliser la magie ou d'invoquer les chimères), l'empoisonnement (perte progressive et régulière de points de vie), la pétrification (le personnage se change en pierre et ne peut plus agir), la furie (le personnage devenu rouge se met à attaquer automatiquement, aucune autre action n'est possible alors), la confusion (le personnage attaque une cible au hasard, y compris ses propres alliés, voire lui-même), le glas (un compte à rebours s'affiche au-dessus du personnage. Une fois le zéro atteint, il meurt).

### Objets et personnages

#### Peuples
Bien que les humains soient l'espèce principale des personnages de tous les jeux, il apparaît plusieurs races récurrentes au fil de la série.
Une race d’Invokeurs apparaît dans Final Fantasy IV et IX. Les Invokeurs ont une apparence humaine. Dans Final Fantasy IX, ils possèdent une corne au milieu du front. Dans les autres jeux de la série, les Invokeurs n’apparaissent pas en tant que race mais sous la forme d’une classe de personnage.
Les Mogs sont parfois présentés comme un peuple, ailleurs comme une race animale,.
Les Nains apparaissent aussi dans Final Fantasy I, III, IV, V et IX.

#### Économie et inventaire
Dans tous les jeux, la devise monétaire est le Gil.
La plupart des objets utilisables par les inventaires ont le même nom et le même effet d'un jeu à l'autre. Par exemple, les potions rendent de la santé, les queues de phénix ressuscitent un personnage et les éthers redonnent des points de magie.

#### Créatures et monstres
Le deuxième épisode a donné le jour à une créature mi-poulet, mi-autruche appelée Chocobo (qui provient d'une friandise japonaise appelée chocoball où figurait un oiseau sur l'emballage) qui sert souvent de moyen de transport au cours du jeu. Les Chocobos apparaissent dans presque chaque jeu de la série,.
Les Mogs (Moogles en anglais, Moguri en japonais (contraction de Mogura et Koumori, respectivement taupe et chauve-souris), sont des petites créatures intelligentes qui apparaissent pour la première fois dans Final Fantasy III. Dans Final Fantasy VI, le Mog est un personnage à part entière dans l'équipe du joueur,.
Certaines familles de monstres comme les gobelins, les Tomberry et les Pampa reviennent fréquemment dans les phases de combat des différents épisodes.
Les Cait Sith sont, en fonction des jeux, des ennemis, une invocation, ou encore une arme. Dans Final Fantasy VII, c'est même l'un des personnages principaux.

#### Noms des personnages

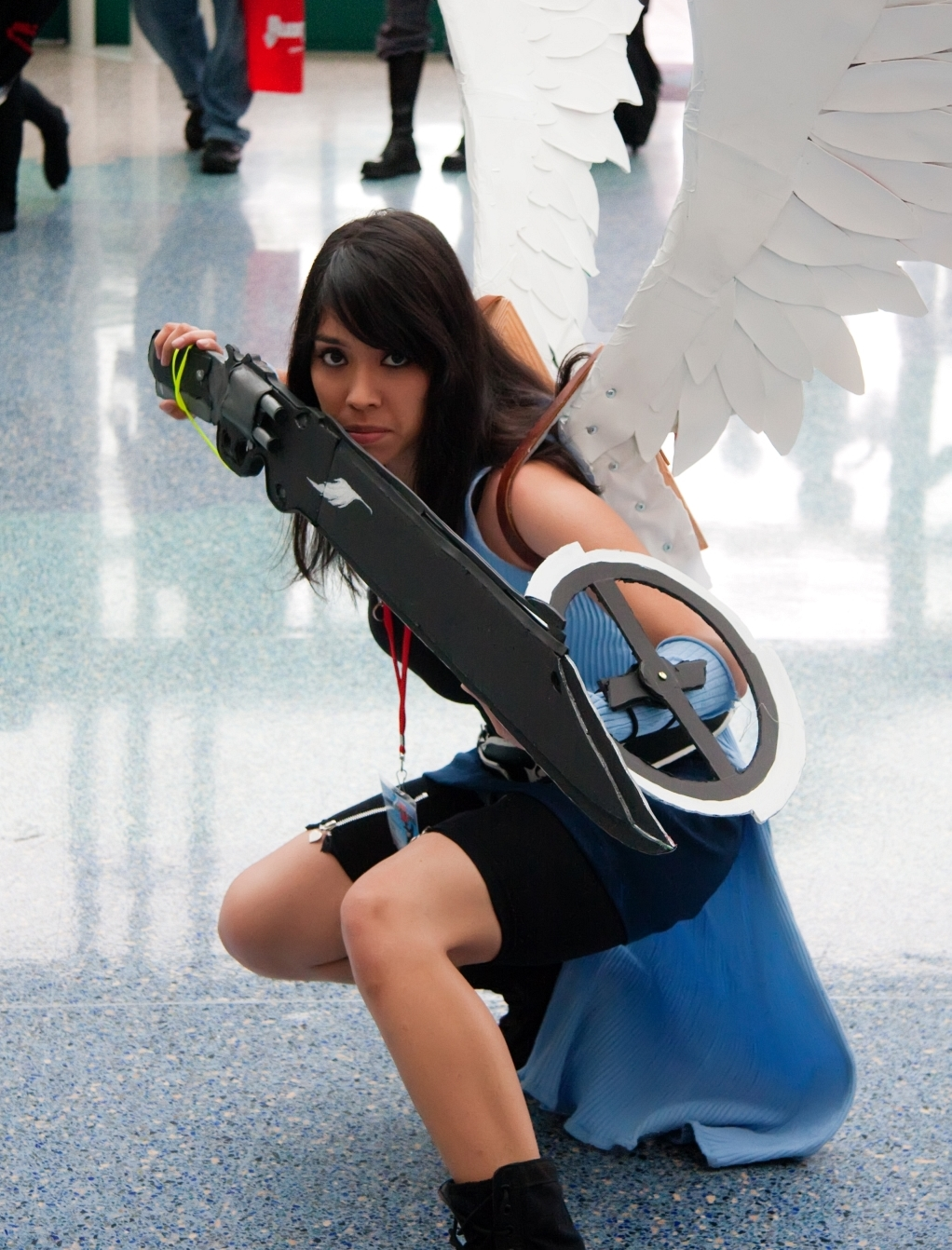
Une cosplayeuse de Linoa, personnage de Final Fantasy

Un personnage appelé Cid est présent physiquement dans tous les jeux de la série depuis Final Fantasy II (il était évoqué dans le premier opus). Bien qu'il ne soit jamais le même individu, il est habituellement présenté comme propriétaire, créateur et/ou pilote d'avions ou autres aéronefs.
Similairement, des personnages appelés Biggs et Wedge (hommages aux personnages de Star Wars, Biggs Darklighter et Wedge Antilles) sont apparus dans Final Fantasy V jusqu'à Final Fantasy X-2 (inclusivement). Ils apparaissent également dans le quinzième opus.

#### Cristaux
La plupart des Final Fantasy ont un scénario s'appuyant sur des cristaux correspondant à chaque force naturelle (le feu, l'eau, la terre, l'air). Le but des ennemis est en général de s'approprier ces cristaux et utiliser leur pouvoir pour dominer le monde.
Les invocations sont une forme de magie qui met en scène une créature légendaire, souvent associée à un élément de la nature. Les mêmes « divinités » se retrouvent depuis Final Fantasy III : Ifrit, Shiva, Ramuh, Leviathan, Titan, Odin, Carbuncle et Bahamut pour citer les plus récurrents. Au cours de la série, les invocations ont pris les noms Espers, Invocations, Guardian Forces, Chimères, Avatars, Éons ou Primordiaux selon les épisodes.

#### Aéronefs
Il s'agit d'un moyen de transport volant présent dans chaque épisode de la série, sous diverses appellations comme Airship, BlackJack, Falcon, Highwind (Hautvent en français), Ragnarok (Hydre en français) ou Hilda Garde (Hildegarde en français), et qui permet de voyager à volonté dans l'univers de chaque jeu sans aucune contrainte topographique. Dans plusieurs jeux, notamment Final Fantasy I, Final Fantasy II, Final Fantasy IV, Final Fantasy VI, Final Fantasy VII, Final Fantasy VIII, Final Fantasy XII et surtout Final Fantasy IX la présence de dirigeables est un élément central de l'histoire.

### Thèmes principaux
Plusieurs épisodes de la série parlent de rébellion contre une puissance économique, politique ou religieuse ayant l'emprise sur le monde. Par exemple, l'histoire de Final Fantasy II implique une révolte contre l'empereur de Palamecia, Final Fantasy VI commence avec une résistance contre le règne de l'empereur Gestahl, l'histoire de Final Fantasy VII commence avec une attaque contre la ShinRa Corp.
Apparue avec Final Fantasy VII, la théorie du cycle des vies est élaborée par Hironobu Sakaguchi et consiste à dire que chaque être vivant qui meurt « retourne » à la planète qui de nouveau recréera une vie à partir de cette « âme ». Cette théorie se retrouve dans de nombreux éléments de la série et est également un lien entre quelques épisodes. Il est notamment utilisé aussi dans les épisodes IX et X et les films Final Fantasy : les Créatures de l'esprit et Final Fantasy VII Advent Children.

## Système de jeu

### Écrans du jeu
Les jeux ont habituellement plusieurs écrans ou modes d'interaction catégorisés. Les terrains sont l'écran où les interactions entre les personnages se déroulent et la plus grande partie de l'exploration et des dialogues se déroulent sur ces écrans. L'écran du menu est utilisé pour naviguer à travers les états des personnages, leur équipement ou encore leurs compétences magiques. Cet écran est habituellement un simple écran sur fond bleu, avec une main recouverte d'un gant blanc pour sélectionner les options. Dans certains jeux, l'option de changer la couleur du fond est disponible.
Les combats se passent dans un différent type d'écran (ou arène), habituellement avec un changement d'échelle et un nouveau fond d'écran « arène » qui représente habituellement de manière générique le type de terrain où se trouvent les personnages. Les combats fortement liés à l'histoire peuvent avoir un écran spécifique. À partir de Final Fantasy VII, ces écrans sont complètement 3D. Final Fantasy XII n'a pas cet écran : les séquences de combat se dérouleront directement sur le terrain.
Un écran Monde à basse échelle représente symboliquement une longue distance parcourue en temps qui serait inacceptable au point de vue du scénario. Ces écrans ne sont pas nécessairement bien à l'échelle car le personnage a parfois la taille d'une montagne. L'écran du monde a été éliminé de Final Fantasy X et remis, cette fois en échelle réelle, dans Final Fantasy XII.
Les scènes cinématiques sont non-interactives et servent à faire avancer l'histoire. Elles peuvent être soit pré-rendues, soit exécutées dans le même environnement que les terrains. Dans certains cas, les vidéos pré-rendues sont placées par-dessus le terrain.

### Système de combat
Comme dans beaucoup de RPG, Final Fantasy se base sur un système de niveaux d'expérience, dans lequel tuer des ennemis rapporte des points d'expérience,,.
Dans tous les jeux Final Fantasy, les joueurs gèrent un groupe de personnages au cours d'une histoire où il faut explorer un monde de jeu et battre des adversaires. Les ennemis apparaissent généralement par hasard pendant l'exploration, une tendance qui change avec Final Fantasy XI et Final Fantasy XII. Le joueur utilise des commandes comme « Combattre », « Magie », ou « Objet » à chacun des personnages via une interface à menu pendant le combat.
L'Active Time Battle commence avec Final Fantasy IV et remplace le jeu en tour par tour. Avec l'Active Time Battle, il faut agir avant que l'ennemi n'attaque, ce qui ajoute du dynamisme au jeu. Ce système est utilisé jusqu'à Final Fantasy X, où l'Active Time Battle est remplacé par le Conditional Turn-Based. Ce mode de combat reprend l'idée de combat au tour par tour, mais y ajoute des nuances. Dans Final Fantasy XI, le combat est en temps réel, et les joueurs agissent jusqu'à recevoir une nouvelle commande. C'est aussi le cas dans Final Fantasy XII, où ce système est nommé Active Dimension Battle. Dans Final Fantasy XIII, on cherche plutôt les mécanismes du jeu d'action. Enfin, dans Final Fantasy XV, on découvre l'Open Combat. Contrairement aux autres modes de combat, il est en temps réel et permet des attaques et mouvements très variés, pour un combat beaucoup plus fluide. Il inclut aussi un mode tactique qui permet d'utiliser des objets en mettant le jeu en pause.

## Conception

### Origine du nomFinal Fantasy
Jusqu'en 2015, l'origine du nom de la série connaît deux versions. Une de ces versions raconte que ce projet devant être le dernier avant de mettre la clé sous la porte, Square le nomme Final Fantasy (« Dernière Fantaisie » en anglais) mais contre toute attente, le jeu rencontre un large succès et sauve la compagnie de la faillite en lui redonnant un second souffle. Une seconde version mentionne qu'impressionné par le jeu de rôle Dungeons and Dragons et par le jeu Dragon Quest, Hironobu Sakaguchi a envie de développer un jeu où l'histoire aurait une place plus importante que ce qui se faisait à l’époque et demande la permission à la direction de lancer le projet. Celle-ci étant hésitante, Sakaguchi met sa démission en jeu : ce projet ayant pu être son dernier, Sakaguchi l'aurait nommé Final Fantasy.
En 2015, Sakaguchi affirme que Final Fantasy n'a jamais été nommé ainsi parce qu'il était censé être le dernier mais bien parce que les initiales FF sonnent aussi bien aux oreilles japonaises qu'américaines ; pour lui, si le mot Fantasy est un choix évident pour un RPG, Final n'est retenu que parce qu'il était relativement connu des japonais. Le premier essai était Fighting Fantasy, mais une série de romans porte déjà ce nom. Il réitère son explication en 2023 à l'occasion de Final Fantasy Pixel Remaster.

### Design
Pour le Final Fantasy original, Hironobu Sakaguchi demande une équipe plus importante que pour les titres précédents de Square. Il avait commencé à travailler sur le monde de Final Fantasy et sur le système de jeu. Une fois ces deux éléments finalisés, Sakaguchi avait rajouté ses idées de scénario. Pour les jeux suivants, il commence par l'histoire, puis construit un monde autour de cette histoire. De cette façon, les designers n'ont que des éléments communs à incorporer mais ne sont pas limités dans la création de leur monde. Les équipes de développement doivent donc créer un monde complètement nouveau dans chaque épisode.
En raison de limitations graphiques, les premiers titres sur NES s'appuient sur un design à base d'un sprite représentant le chef du groupe sur l'écran de Monde. Les écrans de combat sont généralement plus détaillés et incluent tous les personnages vus de profil. Cette pratique est utilisée pour la première trilogie Final Fantasy, et les deux écrans montrent des images détaillées à partir de Final Fantasy VI. Sur NES, les sprites ont une hauteur de 26 pixels et une palette de 4 couleurs. 6 frames d'animation indiquent différents états des personnages, comme « en forme » ou « fatigué ». Sur Super Nintendo, les graphismes et les effets sont mis à jour, tout comme la musique, mais le design global est très similaire aux anciens. Les sprites y sont deux pixels moins hauts, mais utilisent 11 couleurs et 40 frames d'animation.
En 1995, Final Fantasy VI marque le passage de la série à la 3D, avec des fonds d'écran en pré-rendu photoréaliste. À partir de Final Fantasy VII, en raison des besoins accrus de ressources pour la 3D, l'équipe de designers grandit considérablement. Dans Final Fantasy VIII, le jeu se veut plus photoréaliste, une tendance qu'on ne retrouve pas dans l'opus suivant. Final Fantasy X permet l'introduction, sur PlayStation 2, de fonds en 3D plutôt que des personnages en 3D sur des fonds au rendu photoréaliste. Il s'agit également du premier jeu Final Fantasy à ajouter des doubleurs, dans la majeure partie du jeu et même sur les personnages secondaires. À partir de Final Fantasy XI, les jeux utilisent une caméra libre plutôt que fixée.
Final Fantasy XIII et Final Fantasy XIV sont conçus avec le middleware Crystal Tools, développé par Square Enix.

### Bande-son
Nobuo Uematsu est le compositeur des pièces musicales de Final Fantasy jusqu'à Final Fantasy XI. Il est le compositeur en chef de la musique des Final Fantasy jusqu'à sa démission en novembre 2004.
Les autres compositeurs ayant travaillé sur la série principale sont Masashi Hamauzu et Junya Nakano pour Final Fantasy X, Naoshi Mizuta et Kumi Tanioka pour Final Fantasy XI et enfin Hitoshi Sakimoto pour Final Fantasy XII. Plus récemment, Yoko Shimomura compose les musiques de Final Fantasy Versus XIII et des jeux de la série Kingdom Hearts, ainsi que la musique de Final Fantasy XV.

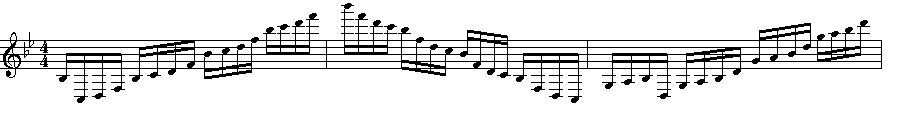
Premières notes du morceau Prelude, récurrent dans la série.

Les jeux débutent souvent avec un morceau appelé Prelude, qui était un simple thème arpeggio dans les premiers jeux et enrichi pour les sorties récentes. Les séquences de combat qui terminent en victoire dans les dix premiers épisodes de la série sont accompagnés d'une fanfare victorieuse qui commence à chaque fois par la même séquence de neuf notes et est devenue l'une des pièces de musique les plus reconnues de la série,.
L'arpège du prélude est vraisemblablement inspiré[réf. souhaitée] de la huitième Étude, opus 10, de Frédéric Chopin.

## Accueil

### Ventes
Avec 195 millions d'exemplaires écoulées, Final Fantasy est la 3ème franchise vidéoludique du Japon, derrière Pokémon (480 millions) et Super Mario (430 millions) mais devant Resident Evil (160 millions) et The Legend of Zelda (plus de 150 millions),.

#### Rétrospective
Début 1996, la franchise a vendu plus de dix millions de jeu, 45 millions en août 2003, 63 millions en décembre 2005, 85 millions en juillet 2008, 100 millions en juin 2011 et 110 millions en mars 2014. Cela en fait une des franchises de jeu vidéo les plus vendues de l'histoire.
Plusieurs jeux de la franchise sont devenus des succès commerciaux. À la fin de l'année 2007, les septième, huitième et neuvième jeux de rôle les plus vendus étaient Final Fantasy VII, Final Fantasy VIII, et Final Fantasy X respectivement. Final Fantasy VII, avec plus de 9 500 000 exemplaires vendus, est le jeu le plus populaire de la série. Le jeu multijoueur Final Fantasy XI comptait 200 000 joueurs actifs quotidiens en mars 2006.

### Prix et récompenses
En 1996, Next Generation place la série dix-septième des meilleurs jeux de tous les temps.
En 2006, le jeu est ajouté au Walk of Game, ce qui en fait la première franchise représentée (les autres étoiles étant réservées à des jeux individuels). La même année, un sondage GameFAQs la place deuxième des meilleures séries de jeu vidéo de tous les temps, juste derrière la franchise The Legend of Zelda. Toujours en 2006, Famitsu inclut onze jeux Final Fantasy dans ses 100 meilleurs jeux de tous les temps, dont quatre dans le top 10, avec entre autres Final Fantasy X et Final Fantasy VII en première et deuxième place.
En 2008, le Livre Guinness des records accorde sept titres à la franchise, dont « Franchise RPG avec le plus de jeux » (13 titres principaux, 7 extensions et 32 spin-offs), le « Jeu à développement le plus long » (cinq ans pour Final Fantasy XII), et « Jeu avec le plus de ventes le jour de sa sortie » (Final Fantasy X).

### Accueil des critiques
La série est généralement reconnue par les critiques pour la qualité de ses graphismes et de sa bande-son. Elle a cependant ses défauts : IGN justifie le peu d'attirance de certains pour le jeu par son système de menu. IGN critique aussi régulièrement les combats déclenchés au hasard,.
En 2007, Edge reproche à Square Enix d'utiliser la franchise Final Fantasy et de la diluer avec des jeux sans rapport avec le jeu principal.
Final Fantasy VII est en tête des 26 meilleurs RPG de tous les temps de GamePro et des classements généraux de GameFAQs en 2004 et en 2005,. En 2003, au contraire, GameSpy le présente comme le 7e jeu le plus surcoté de tous les temps, et IGN propose un point de vue plus nuancé.
Après la sortie de Final Fantasy XIV, l'accueil négatif de l'ensemble du public pousse le président de Square Enix de l'époque, Yoichi Wada, à présenter ses excuses lors d'une conférence de presse à Tokyo, expliquant que la marque a été « très endommagée » par l'accueil du jeu.
Les joueurs européens se sont également souvent plaints d'une localisation bâclée, principalement due à une mauvaise optimisation du jeu au format PAL, avec pour conséquence des animations 25 % plus lentes que la version originale et une image écrasée qui déforme légèrement les éléments du jeu,.

## Postérité

### Postérité deFinal Fantasydans l'univers du jeu vidéo
Beaucoup de conventions modernes du jeu de rôle trouvent leur origine dans la franchise Final Fantasy. Final Fantasy marque en effet le début du combat en tour par tour d'un groupe contre un autre, plutôt que d'un seul joueur contre un seul ennemi,. Il est aussi précurseur du système de changement de classe.
Final Fantasy II est le premier jeu vidéo présenté comme une suite d'un autre qui n'ait ni personnages, ni lieux communs avec le titre précédent.

### Franchise

#### Films
Le premier OVA, une suite de Final Fantasy V, sort sous le titre Final Fantasy: Legend of the Crystals. En quatre épisodes de 30 minutes parus en 1994 au Japon et en 1998 aux États-Unis, il raconte une histoire 200 ans après les événements du jeu vidéo nommé plus haut.
Le film Final Fantasy : les Créatures de l'esprit sort au cinéma en 2001. Le film utilise des technologies inédites pour l'époque, mais ne rencontre pas le succès escompté par les dirigeants de Square. Le coût des acteurs en images de synthèse est très élevé et les fans de la série ne ressentent pas la présence de l'univers de Final Fantasy. La société traverse alors une période de grande crise qui l'amènera à fusionner un peu plus tard avec son concurrent le plus direct, Enix, et amènera Sony à acheter 19,2 % de ses parts,.
Un anime de 25 épisodes intitulé Final Fantasy: Unlimited sort en 2001 au Japon et en Amérique du Nord.
Un second film faisant suite directement à Final Fantasy VII nommé Final Fantasy VII: Advent Children sort au Japon le 13 septembre 2005. En avril 2006 il arrive aux États-Unis et il sort finalement en Europe le 7 juin 2006. Le film rencontre un accueil plus positif que le précédent et est un succès commercial.
En 2016, Square-Enix sort le film d'animation Kingsglaive : Final Fantasy XV, qui s'inscrit dans l'univers de Final Fantasy XV. Le film est conçu comme une introduction à l'univers du jeu.

#### Romans et mangas
En 1989, Final Fantasy II est adapté en roman. En 1992, Final Fantasy III est adapté sous la forme d'un manga.
Final Fantasy: les Créatures de l'esprit sort sous forme de roman, le jeu Final Fantasy Crystal Chronicles est adapté en manga et Final Fantasy XI se voit adapté en roman et en manga. Sept nouvelles basées sur l'univers de Final Fantasy VII voient le jour. Final Fantasy: Unlimited continue sous forme de romans et d'un manga après la fin de l'anime.
Final Fantasy X et Final Fantasy XIII sont à l'origine de nouvelles.

### Dans la culture populaire

#### Jeu vidéo
Le personnage de Cloud est un des combattants jouables dans Super Smash Bros. for Nintendo 3DS / for Wii U et dans Super Smash Bros. Ultimate. Séphiroth rejoindra aussi le casting de Super Smash Bros. Ultimate en tant que DLC.
Le personnage de Noctis fait partie des combattants du jeu Tekken 7.
Plusieurs personnages, tels que Cloud, Tifa, Yuffie, Aeris, Cid, Zack, Squall, Bibi, Tidus, Wakka, Auron, Yuna, Rikku, Paine et les Mogs apparaissent dans la saga Kingdom Hearts.
Dans Mario Slam Basketball et Mario Sports Mix, les personnages de Ninja, Mage Blanc, Mage Noir, Mog et Pampa sont jouables.

#### Musique
Les bandes sonores de Final Fantasy ont été interprétées par l’Orchestre symphonique de Londres. Un concert orchestral de la musique de Final Fantasy a été donné le 10 mai 2004 au Walt Disney Concert Hall aux États-Unis par l'orchestre philharmonique de Los Angeles. Ce concert a été guichet fermé pendant trois jours. La représentation suivante s'est faite le 19 février 2005 à Rosemont par le Chicagoland Pops Orchestra puis, en 2005, le concert Dear Friends réalise une tournée aux États-Unis.
Le 17 novembre 2003, Square Enix U.S.A lance une station de radio Final Fantasy chez America Online consacrée à la musique de la série Final Fantasy, ayant les pistes complètes de Final Fantasy XI en addition à des prélèvements de Final Fantasy VII à Final Fantasy X.
Le Thème de l'amour de Final Fantasy IV fait partie du programme de plusieurs écoles primaires japonaises. En 2003, Uematsu rejoint le groupe de rock The Black Mages, qui publie plusieurs albums de reprises de musiques de Final Fantasy.
Aux Jeux olympiques d'été de 2004, les médaillées de bronze Alison Bartosik et Anna Kozlova font leur prestation de natation synchronisée sur une musique de Final Fantasy VIII.